# اچ‌ام‌اس پیکوتی (کی۶۳)
اچ‌ام‌اس پیکوتی (کی۶۳) (به انگلیسی: HMS Picotee (K63)) یک زیردریایی بود. این زیردریایی در سال ۱۹۴۰ ساخته شد.